# Edward Chlebus
Edward Chlebus (ur. 1948 r.) – polski inżynier mechanik. Absolwent Politechniki Wrocławskiej. Od 2001 r. profesor na Wydziale Mechanicznym Politechniki Wrocławskiej i dziekan Wydziału Mechanicznego (2008-2012 i od 2012 r.). 19 grudnia 2019 w Pałacu Prezydenckim otrzymał Krzyż Kawalerski Orderu Odrodzenia Polski za wybitne zasługi w pracy naukowo-badawczej i dydaktycznej